# Noebhotepti
Noebhotepti was een oud-Egyptische koningin uit de 13e dynastie van Egypte met de titels van koningsvrouw en koningin-moeder, die heerste in het Middenrijk. 

## Archeologische vondsten
Er zijn van koningin Noebhotepti een aantal vondsten bekend:
- Zij is vooral bekend van scarabeezegels, die volgens hun stijl worden gedateerd rond 1750 v.Chr. Hierop staan de titels grote koninklijke vrouwe en Chenemetneferhedjet (Zij die zich met de Witte Kroon verenigt). Het kan zijn dat enkele zegels bij een andere koningin horen met dezelfde naam.
- Verder is zij bekend van een beeldje dat in Semna in Nubië werd gevonden.

## Familie
Wie haar echtgenoot was is niet exact geweten. Wel had koning Hor I een dochter die Noebhotepti-chered heette. Vertaald betekent dit 'Noebhotepti-het-kind', wat aangeeft dat er een andere (oudere) Noebhotepti was in dezelfde tijd. Daarom is geopperd dat Noebhotepti mogelijk de echtgenote van koning Hor was en de moeder van de prinses Noebhotepti-chered. 